# Who Was That Lady?
Who Was That Lady? (bra: Quem Era Aquela Pequena?) é um filme de comédia de 1960 dirigido por George Sidney e protagonizado por Dean Martin, Tony Curtis e Janet Leigh. É baseado na peça da Broadway Who Was That Lady I Saw You With? de Norman Krasna.

## Elenco
- Tony Curtis - David Wilson
- Dean Martin - Michael Haney
- Janet Leigh - Ann Wilson
- James Whitmore - Harry Powell
- John McIntire - Bob Doyle
- Barbara Nichols - Gloria Coogle
- Karry Keating - Parker
- Larry Storch - Orenov
- Simon Oakland - Belka
- Joi Lansing - Florence Coogle

## Prêmios e indicações
Globos de Ouro (Estados Unidos) (1961)
- Recebeu duas indicações nas categorias "Melhor Filme - Comédia" e "Globo de Ouro de melhor ator em comédia ou musical" (Dean Martin).